# Carrer de Jesús (Reus)
El carrer de Jesús és un carrer de la ciutat de Reus, estret i transitat, que va des de la plaça del Mercadal al portal de Jesús, una antiga porta de la muralla, avui inexistent. Se n'havia dit carrer dels Pasquals quan quedava tancat per la muralla. L'any 1503 es va obrir el portal, que servia per anar al convent franciscà de santa Maria de Jesús, avui església de Sant Francesc, construïda quinze anys abans. El portal i el carrer van agafar el nom del convent. L'any 1936 se li va donar el nom de Lina Òdena, miliciana morta a mans dels falangistes aquell any. Amb el franquisme va tornar el nom antic.
La seva continuació és el carrer del Vent, després de travessar el raval de Jesús. A la banda dreta, sortint del Mercadal, hi destaquen dues cases: la casa Navàs, a la cantonada, de Lluís Domènech i Montaner, amb una façana lateral característica i un pati al primer pis, i al costat la casa Iglésies Òdena, de Pere Caselles, un edifici de planta baixa i tres pisos format per tres escales de veïns, que pel tractament unitari de la façana dona la impressió que es tracta d'un únic edifici molt ample. També és interessant la casa del número 23, un habitatge entre mitjaneres d'estil modernista, estructurat en planta baixa i dos pisos superiors. Al final del carrer, al portal, on el carrer s'eixampla, hi ha cal Munné, que té façana a tres carrers, el de Jesús, el raval de Martí Folguera i el carrer de les Barreres, amb una esplèndida tribuna a la cantonada.